# Giovanni Guidi
Giovanni Guidi (* 6. Februar 1985 in Foligno) ist ein italienischer Jazzmusiker (Piano, auch Keyboards, Komposition).

## Leben und Wirken
Guidi studierte bereits mit zwölf Jahren Klavier. Er wurde von Enrico Rava bei den Jazzseminaren in Siena entdeckt und konnte sein Debüt im Alter von 19 Jahren mit Rava geben. Er nahm mit der Band Rava under 21, aus der später die Rava New Generation wurde, 2006, 2010 und 2016 drei CDs für Editoriale l'Espresso auf. 2006 legte er mit Tomorrow Never Knows sein erstes Album unter eigenem Namen vor, dem beim italienischen Label Cam rasch Indian Summer (2007) und (mit einer größeren Formation, an das  Liberation Music Orchestra von Charlie Haden angelehnt) The Unknown Rebel Band (2009) folgten. Auf mehreren Alben mit Rava für ECM, die seit 2011 entstanden, wurde er als Begleiter international bekannt. 2013 legte er mit City of Broken Dreams im Trio mit Thomas Morgan und Schlagzeuger João Lobo ein Album bei ECM vor, dem mit This Is the Day (2015) ein weiteres Alben beim gleichen Label in Triobesetzung folgte. Für das Album Avec le temps (2019) wuchs die Besetzung mit Ausnahme des ersten und letzten Titels auf Quintettstärke (mit Francesco Bearzatti und Roberto Cecchetto) an.
Guidi unterhält zudem ein elektrisches Trio mit Joe Rehmer und Federico Scettri (Drive!, 2018). Mit Gianluca Petrella, Louis Sclavis und Gerald Cleaver spielte er das Album Ida Lupino ein. Gemeinsam mit Fabrizio Bosso leitet er zudem das Quintett Revolutionary Brotherhood, zu dem Aaron Burnett am Tenorsaxophon und in der Rhythmusgruppe Eric Wheeler und Joe Dyson gehören.
Daneben arbeitete er mit Musikern wie Matthew Herbert, Daniele Di Bonaventura, Luca Aquino und Micha Aquino. Er ist weltweit auf wichtigen Festivals aufgetreten. Tom Lord verzeichnet 22 Aufnahmen Guidis zwischen 2006 und 2017.